# Pentaneura circumdata
Pentaneura circumdata är en tvåvingeart som först beskrevs av Tokunaga 1940.  Pentaneura circumdata ingår i släktet Pentaneura och familjen fjädermyggor.
Artens utbredningsområde är Taiwan. Inga underarter finns listade i Catalogue of Life.